# Gropius (Familie)
Gropius ist der Name einer deutschen Unternehmer-, Künstler- und Architektenfamilie, die aus der Gegend von Halberstadt stammt.

## Familienmitglieder (Auswahl)
- Georg Ludwig Siegfried (1726–1784), Pastor in Räbke
  - Wilhelm Ernst (1765–1852), Theaterbesitzer, Freund von Karl Friedrich Schinkel
    - Carl Wilhelm (1793–1870), Theatermaler und -inspektor
      - Paul (1821–1888), Theatermaler
      - Elisabeth (1822–1864) ⚭ Heinrich Theodor Hermann Polenz
      - Antonie Johanne Wilhemine (1825–1907) ⚭ Franz Friedrich Ferdinand Flickel (1812–1878)
        - Paul Flickel (1852–1903), Landschaftsmaler

    - Ferdinand (1798–1849), Maler und Kunsthändler
    - Friedrich George (1802–1842), Verleger und Buchhändler

  - Caroline Henriette Augustine (1769–1831) ⚭ George Abraham Gabain (1763–1826)
  - Georg Christian (1776–1850), Unternehmer, Archäologe und Diplomat
  - Johann Heinrich Georg Friedrich (1779–1854), Kaufmann und Unternehmer
  - Johann Carl Christian (1781–1854), Kaufmann und Unternehmer
    - Adolph (1819–1871)
      - Walther (1848–1911), Architekt ⚭ Manon (1855–1933), Tochter von Georg Scharnweber
        - Walter (1883–1969), Architekt und Bauhaus-Gründer ⚭ Ise Gropius (1897–1983)
          - Manon Gropius (1916–1935), Tochter von Walter Gropius und Alma Mahler-Werfel
          - Ati Gropius Johansen (1926–2014), Tochter von Walter Gropius und Ise Gropius

    - Martin Gropius (1824–1880), Architekt ⚭ Elisabeth Altgelt (1828–1863); ⚭ (2. Ehe) Julie de Greiff (1837–1889)
      - Bertha Antonie (1856–1941) ⚭ Wilhelm Martens (1842–1910), Architekt
      - Louise Friederike (1866–1945) ⚭ Johannes Matz (1849–1913), Architekt und Baurat
      - Käthe (1870–1911) ⚭ Martin Körte (1857–1929), Maler
      - Frieda (1873–1963) ⚭ Alfred Körte (1866–1946), Philologe